# Nicolás Molero
Nicolás Molero Lobo (Alcalá de Henares, 1870 - Barcelone, 1947) était un militaire et homme politique espagnol.
Diplômé de l’Académie militaire de Tolède en 1893, il mena d’abord une carrière dans des unités combattantes (Cuba, Maroc), avant d’engager un parcours professionnel dans la Métropole espagnole et d’escalader tous les échelons, jusqu’au grade de général et un poste de commandant de la 7e région militaire à Valladolid. Sollicité en décembre 1935 par le premier ministre Portela de prendre, en tant que technicien, la tête du ministère de la Guerre dans le nouveau gouvernement, il accepta, se contentant pendant son bref mandat de mettre en œuvre la réforme militaire conçue par son prédécesseur Gil-Robles et censée abroger en partie celle d’Azaña de 1931.
Au lendemain du scrutin de février 1936, il proposa, sur les instances de Franco, mais en vain, que l’état de guerre soit proclamé afin de juguler les troubles consécutifs à la victoire électorale du Front populaire. Lorsque, au déclenchement du coup d’État militaire de juillet 1936, il fut sommé dans son bureau de Valladolid par les généraux putschistes Saliquet et Ponte de se joindre au mouvement rebelle, il rechigna et fut alors violemment appréhendé lors d’une fusillade, puis, quelques mois plus tard, déféré en procédure expéditive devant un conseil de guerre, qui le condamna en deuxième instance à 30 ans de réclusion, peine commuée par Franco en 12 ans de prison.

## Biographie

### Formation et carrière militaire
Inscrit en août 1889 à l’Académie militaire d’infanterie de Tolède, Nicolás Molero en sortit diplômé en mars 1893, avec le rang de lieutenant en second. Il monta au grade de lieutenant en premier en avril 1895, à celui de capitaine deux années plus tard, à la fois pour mérites de guerre et par effet d’ancienneté, puis à celui de commandant en octobre 1910. Il prit part aux campagnes militaires de Cuba et, en 1914, à la guerre du Rif, où, défendant le fortin de Bibane, il fut grièvement blessé le 15 octobre, devant rester hospitalisé jusqu’en décembre. Il fut promu lieutenant-colonel en août 1917 et colonel en septembre 1922, se voyant alors confier le commandement du régiment d’infanterie Alcántara nº 58, stationné à Barcelone.
Molero était membre de la franc-maçonnerie.

### Ministre de la Guerre

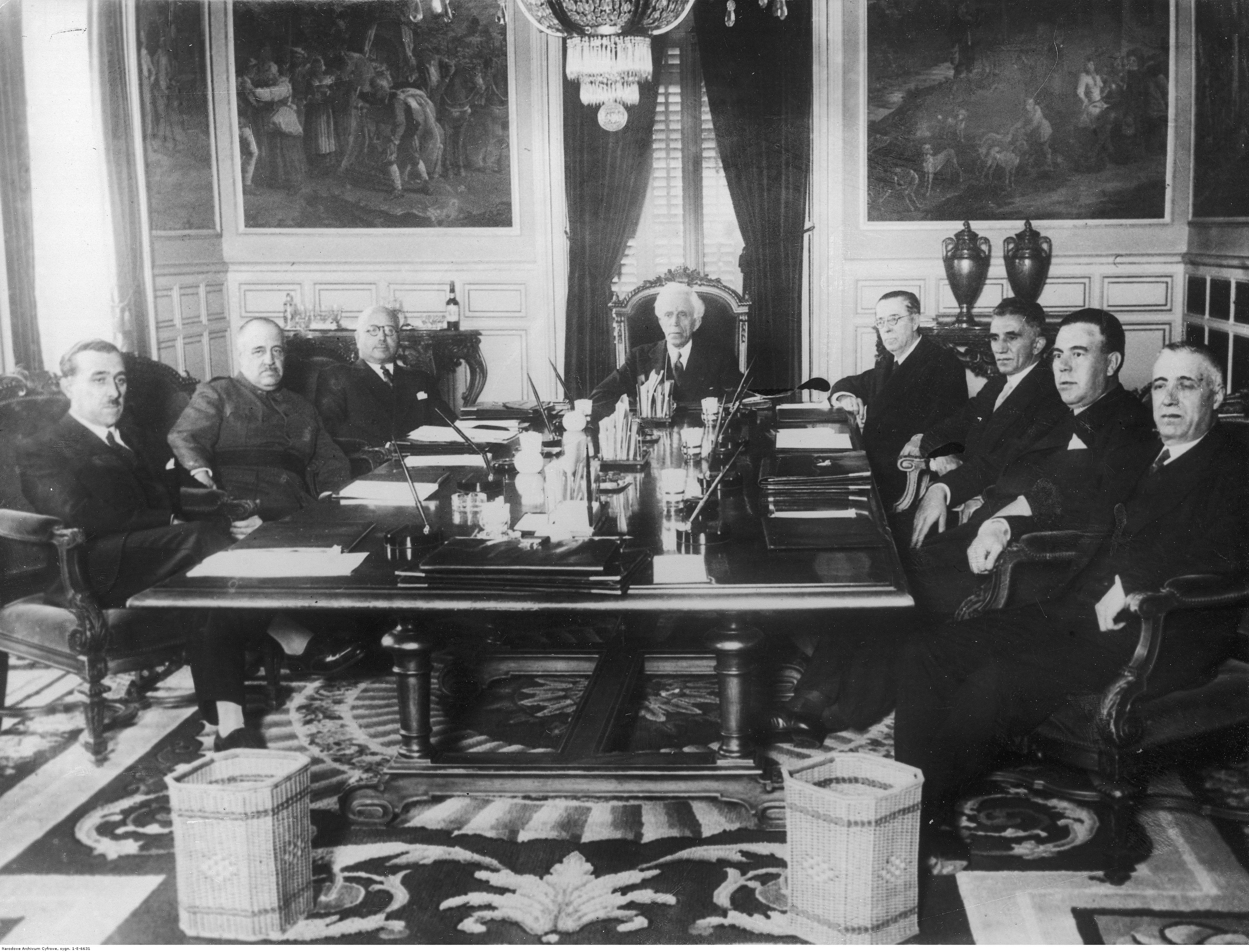
Le gouvernement de Manuel Portela Valladares (premier ministre, occupant le haut bout de la table), avec le général Nicolás Molero comme ministre de la Guerre (deuxième de la gauche, revêtu de l’uniforme militaire).

En avril 1931, il prêta serment de fidélité à la République espagnole nouvellement proclamée, et le 14 décembre 1935, alors titulaire du grade de général, dirigea au sein du cabinet ministériel de Manuel Portela le ministère de la Guerre, succédant à ce poste à José María Gil-Robles. Celui-ci, victime de la chute de son parti, la CEDA, laquelle entraîna la constitution d’un nouveau gouvernement de centre-droit sous la direction du premier ministre Portela, n’aura ainsi occupé la fonction que pendant six mois. Portela, qui avait fini par adopter le principe de désigner des techniciens pour les ministères de la Guerre et de la Marine, résolut de placer dans son gouvernement deux militaires professionnels, dont les noms avaient été proposés par Alcalá Zamora, à savoir le général Molero et l’amiral Francisco Javier de Salas, ce dernier ayant déjà été ministre de la Marine dans l’éphémère cabinet ministériel d’avril. Du reste, Molero aussi avait auparavant accepté le portefeuille de la Guerre dans le gouvernement que Miguel Maura avait tenté en vain de mettre sur les rails dans les jours précédents, en vue de quoi Molero avait quitté Valladolid, pour s’apercevoir, une fois arrivé à Madrid, que Maura avait entretemps abandonné la partie. Pendant qu’on s’activait pour résoudre la crise, Molero se présenta devant son prédécesseur Gil-Robles, qui était alors encore son ministre de tutelle et qui, courroucé par le cours des événements et peu enclin à fraterniser avec un militaire proche de Manuel Azaña et choisi par Portela, ordonna son arrestation pour désobéissance et abandon de poste ; c’est donc écroué dans la forteresse de Pampelune que Molero apprit sa nomination comme ministre dans le gouvernement Portela. Parmi ses premières mesures, Molero décida d’évincer Fanjul et Goded — tous deux nommés par Gil-Robles — de leurs fonctions de sous-secrétaire à la Guerre et d’inspecteur général de l’armée, respectivement.
Durant son bref mandat, Molero maintint le général Franco comme chef d’état-major, et fut chargé de mettre en œuvre la loi portant réforme de l’armée, élaborée par son prédécesseur et censée annuler la réforme militaire d’Azaña, mais que Gil-Robles n’avait guère eu le temps de faire entrer en vigueur. En réalité, hormis en ce qui avait trait à la juridiction militaire, ladite loi ne mettait pas vraiment en cause les dispositions maîtresses de la loi Azaña, en particulier — question alors fort sensible — admettait-elle la modalité d’avancement automatique par simple ancienneté, sans formation complémentaire, des sous-officiers pouvant justifier d’une longue durée de service.
Dans le sillage des élections du 16 février 1936, à mesure que les résultats arrivaient à la connaissance du public au cours de la journée du lendemain 17 février, la réaction de jubilation populaire donna lieu, chez les partisans du Front populaire, à des débordements  assortis de plusieurs altercations et de troubles à l’ordre public, de nature, selon Calvo-Sotelo, à fausser les résultats du scrutin. Franco, après avoir essayé vainement de convaincre le général Pozas, inspecteur général de la Garde civile, d’intervenir, sut persuader Molero de tenter d’amener Portela, qui avait déjà repoussé les requêtes de Gil-Robles dans le même sens, à réunir le gouvernement afin de décréter l’état de guerre ; c’est Franco qui fournit à Molero l’argumentaire qu’il aurait à employer devant Portela. Le gouvernement cependant, s’il accéda d’abord à la requête de Franco, se heurta dans l’après-midi à l’opposition du chef de l’État Alcalá Zamora et dès lors ne consentit plus à décréter que l’état d’alerte,. Molero démissionna le 19 février 1936 et fut affecté au commandement de la 7e région militaire (VII División Orgánica), avec siège à Valladolid.

### Guerre civile

#### Mise en contexte
La Guerre civile (1936-1939) connut un déroulement inégal dans les différentes provinces de l’actuelle région autonome de Castille-et-Léon. Dans la province de Valladolid, la garde d'assaut se souleva à 5 heures de l’après-midi du 18 juillet, puis les militaires insurgés prirent dans la nuit du 18 au 19 juillet 1936 le commandement des forces militaires après avoir brutalement appréhendé le général Molero, leur chef légitime. Valladolid devint ainsi la première grande ville de l’Espagne métropolitaine où le coup d’État réussit à l’emporter.
Ensuite, grâce à l’appui des phalangistes et des monarchistes alphonsins de Renovación Española, ils eurent tôt fait d’avoir mis sous leur domination la totalité de la province, puis s’attelèrent à mettre sur pied une colonne qui entreprit de marcher sur Madrid en passant par les cols de Guadarrama (Alto del León) et de Navacerrada, initiative qui donna lieu à la première bataille de la Guerre civile, à savoir la bataille de Guadarrama. Dès le début du conflit, la province se retrouva, et allait rester, au-dedans de la zone insurgée, ne faisant à aucun moment partie du front pendant toute la guerre civile. Néanmoins, la province eut à subir de la part du camp nationaliste une violente répression, se traduisant par un nombre de personnes assassinées estimé à plus de 2 500, précipitées pour la plupart dans des fosses communes, et par plus 7 000 victimes de représailles.
Si la province de Valladolid fut ainsi l’une des provinces les plus impitoyables dans la répression, c’est avec la circonstance aggravante que la province se trouvait très à l’écart des fronts de combat et qu’elle était exempte de tensions internes graves. En examinant la liste des premières victimes, on constate certes la présence, dans les premiers jours, de personnes des deux camps, et en particulier, dans le camp nationaliste, celle du caudillo de Castille, Onésimo Redondo, auquel s’ajouteront plus tard les nationalistes assassinés par ceux qui, dans le camp républicain, entendirent faire justice eux-mêmes. Ainsi qu’il ressort des annonces militaires décrétant l’état de guerre, l’armée suspendit sur-le champ la juridiction civile commune, pour lui substituer le Code de justice militaire, ce qui entraîna la mise en place de procédures accélérées (sumarísimas) menées devant des tribunaux militaires et eut pour effet que dans l’Espagne nationaliste l’application du droit ordinaire n’était plus que résiduelle. L’opération de « nettoyage » eut sa phase la plus intense (quant au nombre des persécutés, environ 70,8% du total) au cours du second semestre de 1936, ce que certains ont attribué à la nécessité de contrôler étroitement le territoire d’arrière-garde ; c’est aussi la période qui se signale par le chiffre des morts imputables à des éléments « incontrôlés ».

#### Attitude de Molero lors du coup d’État de juillet 1936
À l’éclatement de la Guerre civile, consécutivement au pronunciamento du 18 juillet 1936, Molero, alors général de division et commandant de la 7e région militaire à Valladolid, avait regagné son bureau après une récente intervention chirurgicale, alors qu’il se trouvait encore en pleine convalescence et que des rumeurs de plus en plus insistantes circulaient sur l’imminence d’un soulèvement militaire.
Les militaires insurgés, emmenés par les généraux Saliquet et Ponte, et accompagnés de quelques officiers de la garnison locale et d’un civil de Renovación Española, purent le 18 juillet vers 22 h 30 pénétrer dans le bâtiment de l’ancienne Capitainerie (siège de la 7e région militaire), grâce à la complicité du capitaine Gómez Caminero, chef du département des Affectations, qui les reçut avec la garde déployée. Saliquet et Ponte eurent une entrevue avec le général Molero, interloqué par cette visite intempestive, et le conjurèrent de prendre la tête du mouvement, ou sinon de céder le commandement. Le refus de Molero donna lieu à une vive altercation, puis à un échange de coups de feu où Molero et ses deux assistants furent blessés, et où périt le milicien civil de Renovación Española,, (certains auteurs, comme Antony Beevor, ont erronément indiqué que Molero fut fusillé peu après,). Les assistants de Molero, Ángel Liberal et Roberto Riobóo, grièvement atteints, allaient succomber quelques jours plus tard à leurs blessures. Il est à noter d’une part qu’au moment de l’attaque de Saliquet contre la Capitainerie, la ville de Valladolid avait déjà basculé dans le camp nationaliste, puisque phalangistes et gardes d’assaut s’étaient préalablement rendus maîtres des locaux de Radio-Valladolid, de l’immeuble de la Poste et du gouvernement civil, et d’autre part que la prise de contrôle de la VIIe Division organique fut l’œuvre, non de l’état-major de Molero lui-même — qui, mis à part un dénommé López Maristany, n’eut aucun rôle dans le putsch de Valladolid —, mais d’un groupe de militaires d’état-major dépêchés de Madrid (et donc étrangers à ladite division), sous le commandement de Saliquet.
Ce coup de force fit de Valladolid la première place en Métropole où le soulèvement l’emporta dès le soir du 18 juillet. Saliquet proclama ensuite l’état de guerre dans la province de Valladolid, et plaça sous sa tutelle la VIIe Division organique et tous les territoires relevant de l’autorité de celle-ci,.

#### Procès et condamnations
La trajectoire qui allait conduire Nicolás Molero jusqu’à son procès sumarísimo (c’est-à-dire en procédure accélérée) commence au moment où il fut admis à l’Hôpital militaire pour y faire soigner les blessures contractées lors de la fusillade au siège de la Division organique. De là, il fut transféré à Burgos, puis, le 29 août 1936, vers le forteresse-prison San Cristóbal, non loin de Pampelune. Après rédaction à Valladolid de l’acte de mise en examen le 2 mars 1937 et la notification au prévenu deux jours plus tard, Molero fut transféré à la prison militaire de Valladolid le 26 juin, et passa en jugement le 31 août 1937 dans cette même ville devant un conseil de guerre, lequel le condamna à la peine relativement légère de trois ans et un jour d’emprisonnement pour délit de « négligence ». L’auditeur, en désaccord avec la sentence, s’étant pourvu en appel, un nouveau procès, devant le Haut Tribunal de justice militaire, cette fois sur l’incrimination d’« adhésion à la rébellion militaire », aboutit à un verdict de trente années de réclusion. En mars 1938 toutefois, la peine fut commuée par Franco en peine d’incarcération de douze ans et un jour,, dont Molero pourtant ne purgera que quelques années, après avoir été expulsé de l’armée. En effet, en 1940, il lui fut accordé la liberté conditionnelle, encore qu’il ait été poursuivi dans le même temps par le Tribunal des responsabilités politiques. Il décéda de mort naturelle à Barcelone en 1947.